# Ferran Gascón Sirera
Ferran Gascón Sirera (Bétera, segle XIX - segle XX) va ser un il·lustrador i artista valencià conegut pel pseudònim de Nano.
Germà de Josep Gascón Sirera, col·laborà com artista gràfic a la premsa valencianista com Pàtria Nova i La Traca. El 1929 impulsa la Sala Blava, una galeria d'art.